# Yaya Banana
Yaya Banana (Maroua, 29 de julio de 1991) es un futbolista camerunés que juega en la posición de defensa para el AS Trouville-Deauville de la Régional 1.

## Biografía
Banana debutó como futbolista en junio de 2009 con el Espérance Sportive de Tunis. Jugó en el club durante tres temporadas, llegando a jugar 31 partidos y marcar tres goles. Durante su estancia en el club ganó el Championnat de Ligue Profesionelle 1 los tres años que permaneció, y la Copa de Túnez en 2010. Además ganó la Liga de Campeones de la CAF en la edición de 2011. El 17 de enero de 2012 dejó el club para fichar por el F. C. Sochaux-Montbéliard, y tras un año en calidad de cedido en el F. C. Lausanne-Sport, fichó por el AO Platanias el 31 de julio de 2014. Además llegó a disputar un partido de la Clasificación de AFC para la Copa Mundial de Fútbol de 2018.

## Selección nacional
Debutó con la selección de fútbol de Camerún el 6 de marzo de 2015 en un partido amistoso contra Tailandia, encuentro que finalizó con un resultado de 2-3 a favor del combinado camerunés.

### Goles internacionales
| # | Fecha                   | Estadio                               | Oponente     | Gol | Resultado | Competición                                          |
| - | ----------------------- | ------------------------------------- | ------------ | --- | --------- | ---------------------------------------------------- |
| 1 | 11 de noviembre de 2017 | Estadio Levy Mwanawasa, Ndola, Zambia | Zambia       | 2-2 | 2–2       | Clasificación para la Copa Mundial de Fútbol de 2018 |
| 2 | 25 de junio de 2019     | Estadio de Ismailía, Ismailía, Egipto | Guinea-Bisáu | 1-0 | 2-0       | Copa Africana de Naciones 2019                       |

## Clubes
| Club                          | País     | Año       | Partidos | Goles |
| ----------------------------- | -------- | --------- | -------- | ----- |
| Espérance de Tunis            | Túnez    | 2009-2012 | 31       | 3     |
| F. C. Sochaux-Montbéliard     | Francia  | 2012-2013 | 26       | 0     |
| F. C. Lausanne-Sport (cedido) | Suiza    | 2013-2014 | 16       | 1     |
| AO Platanias                  | Grecia   | 2014-2017 | 91       | 3     |
| Panionios de Atenas           | Grecia   | 2017-2019 | 62       | 1     |
| Olympiakos de El Pireo        | Grecia   | 2019      | 0        | 0     |
| Shabab Al-Ordon Club          | Jordania | 2020-2022 | 21       | 2     |
| Bengaluru F. C.               | India    | 2022      | 5        | 0     |
| AS Trouville-Deauville        | Francia  | 2023-     | 8        | 0     |

## Palmarés

### Campeonatos nacionales
| Título                               | Club                        | País  | Año  |
| ------------------------------------ | --------------------------- | ----- | ---- |
| Championnat de Ligue Profesionelle 1 | Espérance Sportive de Tunis | Túnez | 2010 |
| Copa de Túnez                        | Espérance Sportive de Tunis | Túnez | 2010 |
| Championnat de Ligue Profesionelle 1 | Espérance Sportive de Tunis | Túnez | 2011 |
| Championnat de Ligue Profesionelle 1 | Espérance Sportive de Tunis | Túnez | 2012 |

### Campeonatos continentales
| Título                      | Club                        | País  | Año  |
| --------------------------- | --------------------------- | ----- | ---- |
| Liga de Campeones de la CAF | Espérance Sportive de Tunis | Túnez | 2011 |